# Rhinobatos thouiniana
Rhinobatos thouiniana is een vissensoort uit de familie van de vioolroggen (Rhinobatidae). De wetenschappelijke naam van de soort is voor het eerst geldig gepubliceerd in 1804 door Shaw.